# Анкх-Морпоркска градска стража
Анкх-Морпоркската Градска стража (поначало Нощната стража, а по-късно и просто Стражата) е измислена полицейска организация в романите за Света на диска на британския писател Тери Пратчет. Стражата най-общо казано се грижи за реда в града-държава Анкх-Морпорк. Първата ѝ поява е в романа Стражите! Стражите! под наименованието Нощна стража.

## История
От по-късни произведения на Пратчет става ясно, че Стражата е основана през 1561 г. (по летоброенето на Света на Диска) от крал Велтрик I (убит четири дни по-късно от сина си Велтрик II). В началото е имало четири различни подразделения: Дворцова стража, подразделение за разузнаване, Дневна и Нощна стража.
До началото на разказа в Стражите! Стражите! Дневната стража се е превърнала в просто поредната улична банда, а Нощната се състои от едва трима души под предводителството на капитан Самюел Ваймс. С постъпването на служба на редник Керът Айрънфаундерсън обаче всичко това се променя. Нощната стража успява да спаси града от огромен дракон и като резултат е преместена в по-голям участък в Двора на Псевдополис, приети са много нови членове (най-вече от етническите малцинства в града – джуджета, тролове, немъртви), а Самюъл Ваймс е повишен до командир. Така започва възходът на Нощната стража – тя поглъща Дневното отделение и започва да се нарича просто Стражата; Самюъл Ваймс постепенно се издига в обществото, като по пътя придобива различни титли (включително благороднически); броят на служителите се увеличава непрекъснато заедно с този на участъците в различни точки на града.

## Книги
Следните произведения от серията за Света на диска се въртят около Стражата:
- Стражите! Стражите! 1989
- Въоръжени мъже 1993
- Глинени крака 1996
- Шовинист 1997
- Петият слон 1999
- Истината 2000
- Нощна стража 2002
- Чудовищна команда 2003
- Туп! 2005
- Snuff 2011

## Членове

### Сержант Веселка Дребнодупе
Съдебен алхимик (аналога на съдебния лекар в Света на Диска) и едно от първите джуджета на Диска, което открито афишира факта, че е от нежната половина на джуджечеството (доколкото изобщо има нежна половина). Тя често носи желязна пола, а нагръдникът ѝ е с леко изменена, по-изпъкнала на места, форма. Появява се за пръв път в Глинени крака. Цялото ѝ семейство продължава да живее в Юбервалд с изключение на брат ѝ Снори, който загива при експлозия в мина някъде под Борогравия.

### Ефрейтор Реджиналд Шу
Или накратко Рег Шу, който умира по времето на революцията в Анкх-Морпорк (Нощна стража), като революционер и се „превръща“ в зомби.

### Ефрейтор Бъги Суайърз
Ефрейтор Бъги Суайърз представлява цялото въздушното подразделение на Стражата (заедно с пернатото, което е яхнал в случая).

### Библиотекарят
Получава значка на Стражата по време на събитията от Стражите! Стражите! и оттогава отказва да я върне. От друга страна защо да се спори с огромен орангутан, който може без особено усилие да ти отвинти главата.

## Второстепенни Членове
- Сержант джон Кийл
- Били Уиглет
- Хорас Нансибол
- Дей Дикинс
- Сесил „Зурльо“ Клапмън
- Нед Коутс